# Dixa puberula
Dixa puberula är en tvåvingeart som beskrevs av Friedrich Hermann Loew 1849. Dixa puberula ingår i släktet Dixa och familjen u-myggor. Arten är reproducerande i Sverige. Inga underarter finns listade i Catalogue of Life.